# فلج الميسر
فلج الميسّر أحد الأفلاج المائية الخمسة في سلطنة عمان المُدرجة ضمن لائحة التراث العالمي لمنظمة الأمم المتحدة للثقافة والعلوم (يونسكو)، يقع بولاية الرستاق بمنطقة الباطنة في سلطنة عمان. يبلغ طوله 7 كم تقريبًا، ويصل عمقه عند مصدر الفلج (أم الفلج) إلى 54 مترًا تحت سطح الأرض، ويتفرع إلى 4 أقسام، ويُعد من الأفلاج الداؤودية دائمة الجريان، وأنشئ منذ مئات السنين على أيدي العمانيين.